# Charles-Louis Guilbert

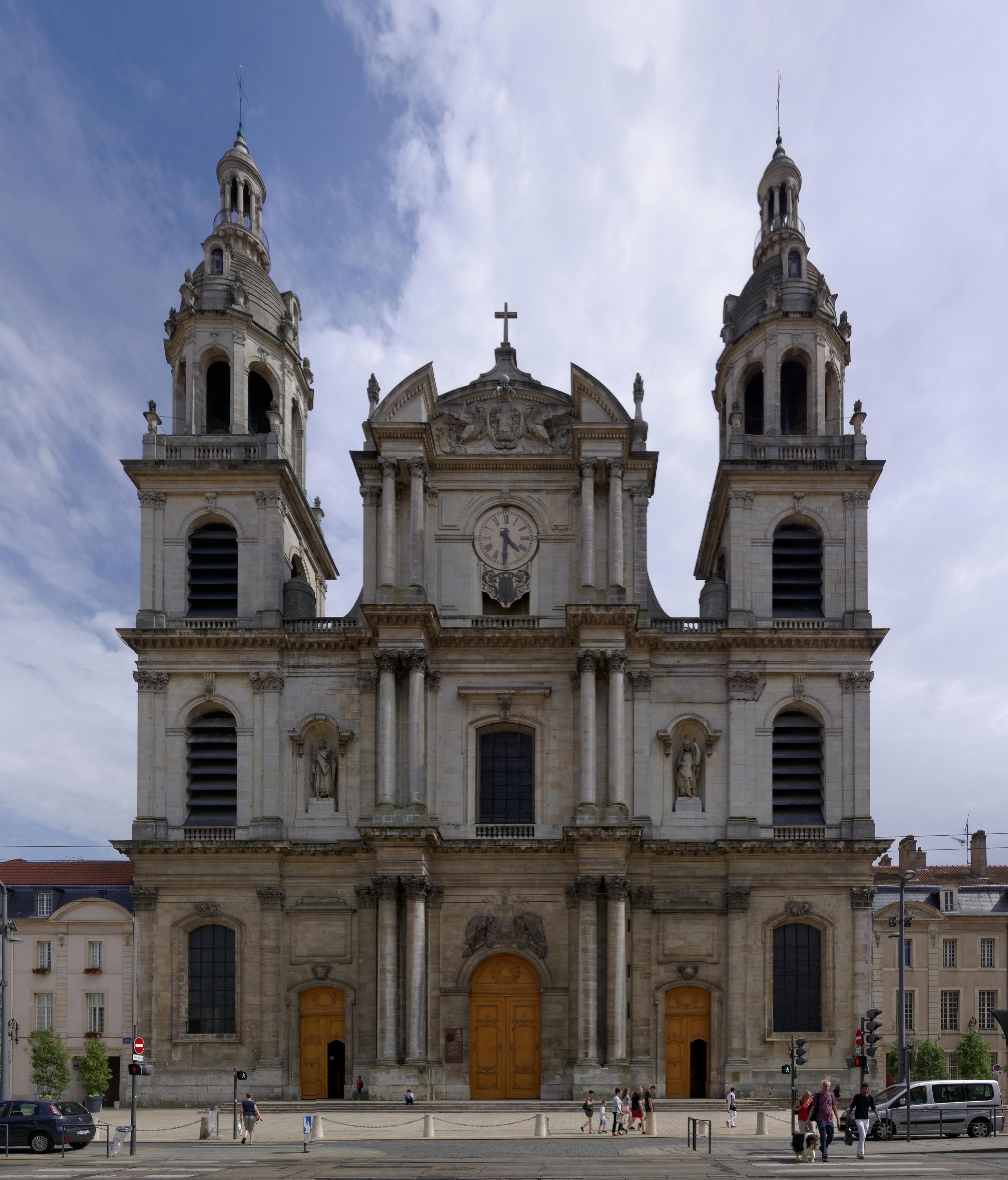
Cathédrale Notre-Dame-de-l'Annonciation de Nancy

Charles-Louis Guilbert, né en 1729, est chanoine à la Primatiale de Nancy, résignataire en 1789. Organisateur du mouvement richériste lorrain, il a soutenu Henri Grégoire comme représentant du Clergé aux États généraux de 1789.

## Biographie
Charles-Louis Guilbert a occupé la cure de la paroisse Saint-Sébastien de Nancy jusqu'en 1789. Nommé Chanoine de la cathedrale-primatiale, il a cédé la cure à son Vicaire, M. Charlot, qui en a été le titulaire jusqu'au rétablissement du Culte Catholique en France. Il a été ensuite nommé par l'Evêque de Nancy, M. d'Osmond, Curé de la nouvelle paroisse de Notre-Dame érigée en l'église cathédrale, et en cette qualité, Chanoine de ladite église cathédrale.
Il conduit dès 1788 le mouvement richériste des curés lorrains qui soutiendra la campagne de Henri Grégoire à la députation. Lequel, se tenant éloigné des querelles de personnes qui minent le mouvement, sera élu député du Clergé aux États généraux de 1789.